# 三宅速
三宅 速（みやけ はやり、1867年4月22日（慶応3年3月18日） - 1945年（昭和20年）6月29日）は、日本の外科医。

## 経歴
徳島県穴吹町舞中島（現・美馬市）出身。東京帝国大学医科大学卒業後は外科教授であったユリウス・スクリバの勧めで外科医となる。徳島市内の外科病院で5年ほど勤務したのち、ドイツへ留学してブレスラウ大学のミクリッチ（ミクリッツ、Jan Mikulicz-Radecki）に師事し、胆石症の研究を行った。
帰国後、35歳の時に大阪府立医学校（現在の大阪大学）の付属医院外科医長、続いて京都帝国大学、福岡医科大学（現在の九州大学医学部）に赴任した。その後再度ドイツへ留学し、1904年、38歳の時に福岡医科大学教授となった。この翌年の1905年10月には日本で初めて脳腫瘍手術に成功している。1910年に九州帝国大学初代外科部長に就任した。
終戦の年の5月に岡山市にいた長男の三宅博の家に身を寄せて疎開したが、岡山大空襲に遭い1945年6月29日（78歳没）
、妻と共に弓町で死亡した。

## アインシュタインとの親交

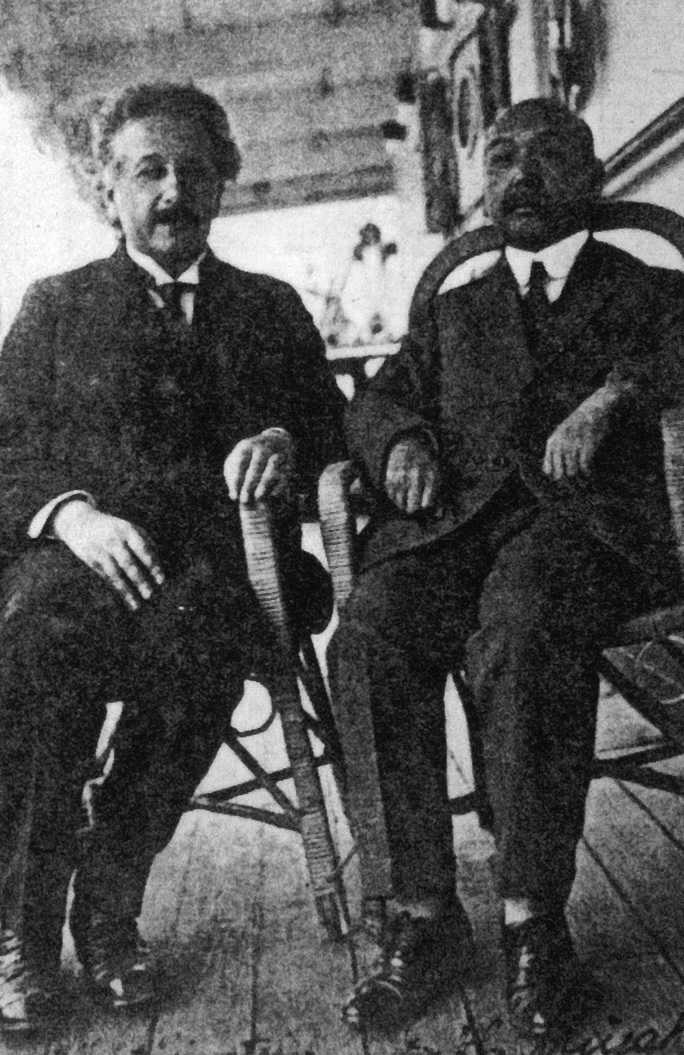
三宅（右）とアインシュタイン（左）

マルセイユから日本へ向かう北野丸の船中で腹痛を訴えたアルベルト・アインシュタインへの診察をたまたま乗船中の三宅が行い2人の親交が始まる。その後、アインシュタインは予定に無い福岡での講演を希望し、その準備を三宅が行った。以後も二人は多くの書簡を交わし、三宅が渡欧の際にアインシュタイン自宅を訪ねるなど親交を深めていった。
父速の死後、息子の三宅博は遺品を整理するうち、アインシュタインが書いた手紙の束を見つけて初めて父との縁を知るが、いずれもアインシュタインがヨーロッパから発しており、亡命後のアメリカの住所を探しあぐねた博は、上京した折に進駐軍の将校に相談して取り次いでもらう。博は父が1945年に空襲で死亡した旨を手紙で伝え、アインシュタインに墓碑の献詞を所望すると、返信で哀悼の言葉がドイツ語と英語で伝えられた。そのドイツ語の弔辞を刻んだ墓碑を美馬市の光泉寺境内の墓の近くに建立したときには、外科医が多く集まったと伝わる。その9年後に博は両親の遺骨を穴吹町の生家近くの寺に移葬し、墓碑もその傍らに立つ。

## 主な著作
発行年順。
- 三宅 速（著）、日本医史学会（編）『中外医事新報』第292号、日本医史学会、1892年5月、1-3頁、doi:10.11501/1739854、国立国会図書館書誌ID:14911-d1739854。
- 三宅 速「左脳皮質運動中枢ニ於ケル「グリヲーム」ノ抽出ニ就テ」『日本外科学会誌』第七回、243-264頁、1907年。
- 三宅速（著）、日本医史学会（編）「脳皮質運動中枢ニ於ケル腫瘍ノ剔出 二就テ(承前)」『中外医事新報』第706号、日本医史学会、1909年8月、doi:10.11501/1740192、国立国会図書館書誌ID:14911-d1740192。
- 「移動性十二指腸ト胆汁感染トノ関係 二就テ」『医事新聞』第954号、医事新聞社、1916年7月、979-980頁、doi:10.11501/1533776、国立国会図書館書誌ID:1466-d1533776。
- 三宅速 著、長尾折三、藤根常吉 編『胆道外科』 8巻、第20冊、吐鳳堂書店〈日本外科全書〉、1914-1919 大正3-8年 エラー: 日付が正しく記入されていません。（説明）。doi:10.11501/934239。国立国会図書館書誌ID:934239。国立国会図書館デジタルライブラリー、館内限定公開、デジタル化資料送信（図書館・個人送信対象）、遠隔複写可。
- 三宅速、石山福二郎『外科的見地に於ける内外境域問題としての胆石症』克誠堂書店、1927（昭和2年） エラー: 日付が正しく記入されていません。（説明）。doi:10.11501/1049330。国立国会図書館書誌ID:745122。
- 三宅速『日本に於ける胆石症』1929（昭和4年） エラー: 日付が正しく記入されていません。（説明）。doi:10.11501/1050680。国立国会図書館書誌ID:768419。
- 三宅速『全身性エリテマトーデス及びマウスの網内系機能に関する研究』岡山大学、1983（昭和58）年12月31日 エラー: 日付が正しく記入されていません。（説明）。国立国会図書館書誌ID:198756。「乙第1415号、学位＝医学博士」

### 関連資料
本文の脚注に使っていないもの。旧漢字を改めた。発行年順。
- 佐藤清一郎「脊髄腫瘍ノ外科的手術例ニ就テ」『東京醫學曾雜誌』第26号、1-27頁、1912年。執刀は三宅。
- 北村勝俊「日本の脳研究者たちXX 三宅 速」『Brain Med』第7号、332-336頁、1995年。
- 九州大学医学部第一外科同門会 編『九州大学第一外科百年史』、2005年。三宅の晩年の肖像写真あり。